# Karun Chandhok
Karun Chandhok és un pilot de curses automobilístiques indi que ha arribat a disputar curses de Fórmula 1.
Va néixer el 19 de gener del 1984 a Chennai, Índia.

## A la F1
Karun Chandhok ha debutat a la primera cursa de la temporada 2010 (la 61a temporada de la història) del campionat del món de la Fórmula 1, disputant el 14 de març del 2010 el G.P. de Bahrain al circuit de Bahrain.